# Mohamed Mbougar Sarr
Mohamed Mbougar Sarr (Dakar, 20 giugno 1990) è uno scrittore senegalese.

## Biografia
Figlio di un medico, passò la sua infanzia con una famiglia numerosa a Diourbel.
Studiò nel Prytanée militaire de Saint-Louis di Saint-Louis e dopo in Francia nel  Lycée Pierre-d'Ailly di Compiègne e nella École des hautes études en sciences sociales (EHESS).
Nel 2017 ha partecipato ai Giochi della Francofonia di Abidjan 2017, in Costa d'Avorio, dove ha vinto la medaglia di bronzo nel concorso della letteratura.
Nel novembre 2021 gli è stato conferito il Premio Goncourt con La più recondita memoria degli uomini.

## Premi e riconoscimenti
- Prix Stéphane-Hessel, 2014
- Prix Ahmadou-Kourouma, 2015
- Grand prix du roman métis, 2015[4]
- Premio Goncourt, 2021[5]
- Internationaler Literaturpreis, 2023[6]

## Opere
- La Cale (2014)
- Terre ceinte (2015):
  - Terra violata, Roma, edizioni E/O, 2019, traduzione di Alberto Bracci Testasecca ISBN 978-88-335-7059-4 (vincitore del Prix Ahmadou Kourouma, del Grand Prix du Roman Métis e del Prix du Roman Métis des Lycéens).
- Silence du chœur (2017):
  - Il silenzio del coro, Roma, edizioni E/O, 2023, traduzione di Alberto Bracci Testasecca ISBN 978-88-335-7621-3 (vincitore del Prix littéraire de la Porte Dorée).
- De purs hommes (2018):
  - Puri uomini, Roma, edizioni E/O, 2024, traduzione di Alberto Bracci Testasecca ISBN 9788833577616.
- La Plus Secrète Mémoire des hommes (2021):
  - La più recondita memoria degli uomini, Roma, edizioni E/O, 2022, traduzione di Alberto Bracci Testasecca ISBN 978-88-335-7507-0 (vincitore del Premio Goncourt).